# Julijski Fenicidi
Julijski Fenicidi so meteorji iz šibkega meteorskega roja.
Radiant julijskih Fenicidov je v ozvezdju Feniks (Phe) (Phoenix). Julijski Fenicidi se pojavljajo od 10. julija do 16. julija, svoj vrhunec pa dosežejo 13. julija. 

## Zgodovina[2]
Prva opazovanja tega roja je opravil A. A Weiss v Avstraliji v letu 1957. Ugotovil je, da ima roj zelo nedoločen radiant. Pozneje je roj opazoval z radijskim odbojem. Zelo primeren pa je bil roj za radarsko opazovanje, za opazovanje s prostim očesom pa je bil roj izredno šibek. V letih od 1969 do 1980 je Michael Buhagiar zaznal 20.974 meteorjev, ki jih je razvrstil v 488 radiantov. V 12-letnem obdobju je Buhagiar lahko opazoval ta roj samo dvakrat. 

## Opazovanje
Julijski Fenicidi so šibek meteorski roj, ki se vidi na južni polobli. Aktivnost roja je precej spremenljiva. Več utrinkov se vidi s pomočjo radijskega odboja. S prostim očesom pa se vidi okoli 1 utrinek na uro. V letu 2008 jih ne pričakujejo